# Pteris geminata
Pteris geminata är en kantbräkenväxtart som beskrevs av Nathaniel Wallich. Pteris geminata ingår i släktet Pteris och familjen Pteridaceae. Inga underarter finns listade.